# Африканський спритник

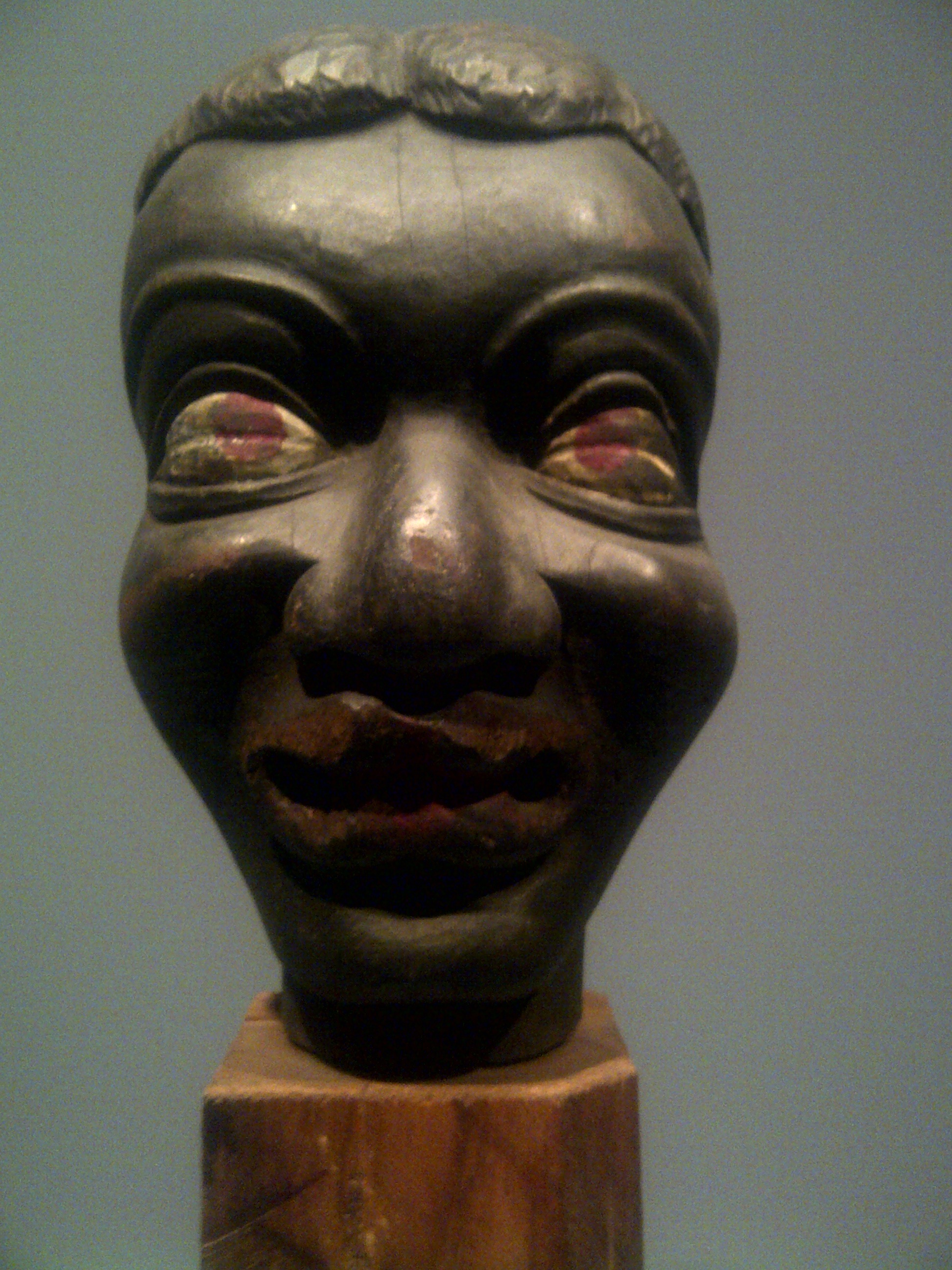
Дерев'яна голова негра як альтернатива живій мішені. Кінець XIX ст.

Африканський спритник (англ. African dodger), також відома як «Врази́-Єнота» (Hit the Coon) чи «Врази́-Негреня́» (Hit the Nigger Baby) — ярмарковий атракціон, що існував у Сполучених Штатах. Полягав у тому, що негр просовував голову через полотняну завісу і старався ухилитися від предметів (м'ячів або яєць), які кидали гравці. Був популярним наприкінці XIX — початку XX століття, незважаючи на свою явну жорстокість: «жива мішень» часто отримувала серйозні травми. Перші згадки про атракціон датуються 1880-ми роками, останні — 1950-ми.
Деніс Мерсьє з Музею расистських пам'яток Джима Кроу при Державному університеті Ферріса зауважує, що в 1878 році в продажу були дерев'яні голови як альтернатива живим мішеням, а також існували дерев'яні захисні шоломи з кучерявими перуками. Крім того, існувала версія атракціону у вигляді настільної гри. Тим не менш, живих негрів продовжували використовувати для цієї забави: журнал Popular Mechanics писав у 1910 році, що «Африканський спритник» вже «застарів і приївся», і тепер замінюється на гру «Плюх», де негр падає у воду після влучного кидка м'ячем. Ілюстрація до статті зображує гру під назвою «Скинь шоколадку» (Drop the Chocolate Drop, від образливого прізвиська негра chocolate drop) і супроводжується підписом «Забавний для всіх, але жертва» (Amusing to All but the Victim).

## У популярній культурі
- Атракціон згадується в коміксах і мультфільмах, у том числі «Дональді Даку» і «Попаю-моряку»[5].
- Атракціон описує Курт Воннеґут у своєму романі «Сніданок для чемпіонів».
- Під назвою «Веселий балаганчик» описаний М. М. Носовим у романі-казці «Незнайко на Місяці».